# (192439) Cílek
(192439) Cílek, désignation internationale (192439) Cilek, est un astéroïde de la ceinture principale.

## Description
(192439) Cilek est un astéroïde de la ceinture principale. Il fut découvert le 1er novembre 1997 à l'Observatoire Kleť par Jana Tichá et Miloš Tichý. Il présente une orbite caractérisée par un demi-grand axe de 2,41 UA, une excentricité de 0,20 et une inclinaison de 1,6° par rapport à l'écliptique.

## Compléments